# Bismarckovo souostroví
Bismarckovo souostroví je skupina ostrovů ležící severovýchodně od ostrova Nová Guinea v západní části Tichého oceánu. Součástí souostroví jsou i Admiralitní ostrovy. Dnes je souostroví součástí ostrovů regionu Papuy Nové Guineje.

## Historie
První obyvatelé připluli k souostroví asi před 33.000 roky od Nové Guineje, pravděpodobně přes Bismarckovo moře. Prvními Evropany, kteří se v blízkosti ostrovů pohybovali, byli španělští mořeplavci pokoušející se přeplout Tichý oceán od západu na východ, mezi které patřili Álvaro de Saavedra Céron a Inigo Ortiz de Retez. Za objevitele ostrovů je považován holandský mořeplavec Willem Schouten, který do souostroví vplul v roce 1616. Ostrovy zůstaly do roku 1884 Evropany neobsazeny, poté byly připojeny k německé kolonii Německá Nová Guinea. Tato oblast byla pojmenována na počest německého kancléře Otto von Bismarcka. Po vypuknutí první světové války v roce 1914 ostrovy obsadila australská vojska. Po válce ostrovy patřily Commonwealthu a byly řízeny Austrálií v rámci Společnosti národů, od níž měli mandát. Pod správou Austrálie zůstaly až do roku 1975, pouze během druhé světové války ostrovy obsadila japonská armáda. V roce 1975 ostrovy vyhlásily nezávislost a dnes jsou součásti státu Papua Nová Guinea.

## Geografie
Bismarckovo souostroví zahrnuje většinou sopečné ostrovy s celkovou rozlohou 48.200 km². Ostrovy jsou seskupeny podle administrativních provincii:
- Manus Provincie (číslo 9 na mapě)

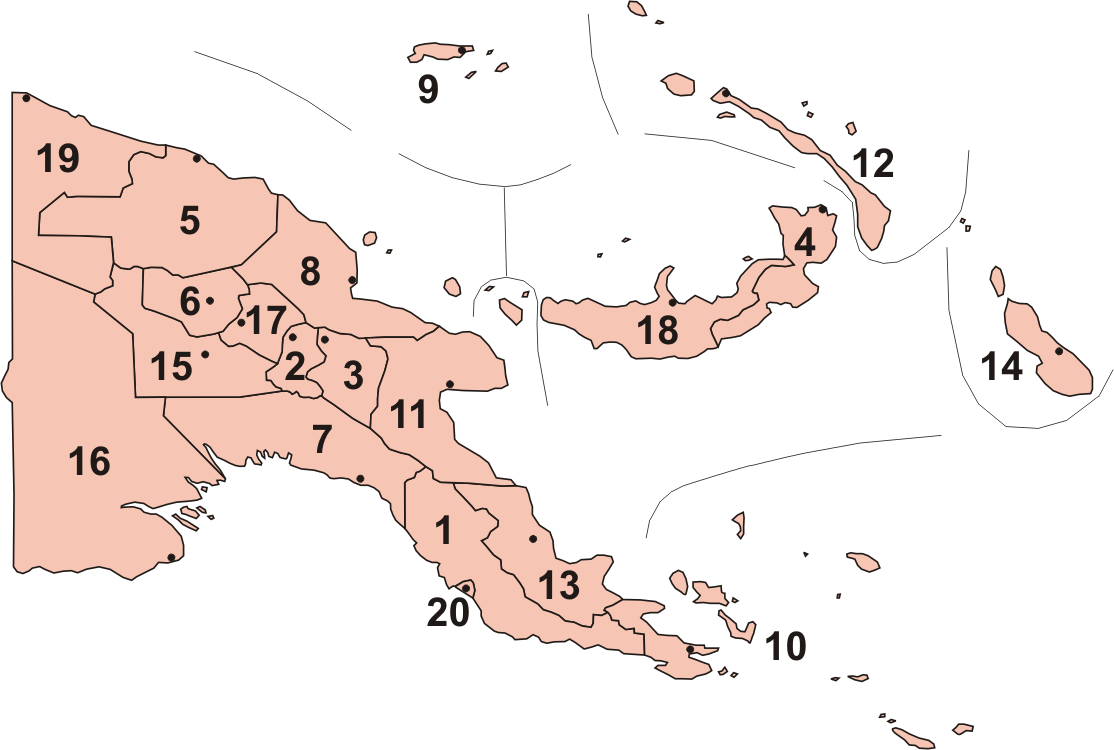
Provincie Papuy Nové Guineje.

  - Admiralitní ostrovy, celkem 18 ostrovů:
    - Manus hlavní ostrov
    - Los Negros
    - Lou
    - Ndrova
    - Tong
    - Baluan
    - Pak
    - Purdy
    - Rambutyo
    - St. Andrews

  - Západní ostrovy:
    - Aua
    - Hermit
    - Kaniet (Anchorite)
      - Sae

    - Ninigo
    - Wuvulu

- Provincie Nové Irsko (12)
  - Nové Irsko také Niu Ailan hlavní ostrov
  - Nový Hanover také Lavongai
  - Saint Matthias Group
  - Tabar Group
  - Lihir Group
    - Niolam

  - Tanga Group
  - Feni
  - Dyaul

- Východní Nová Británie provincie (4)
  - Nová Británie také Niu Briten, hlavní ostrov
  - Duke of York

- Západní Nová Británie provincie (18)
  - Nová Británie také Niu Briten, hlavní ostrov
  - Vitu

- Provincie Morobe (11)
  - Umboi
  - Tolokiwa
  - Sakar
  - Ritter
  - Malai
  - Tuam

- Provincie Madang (8)
  - Long Island
  - Crown
  - Karkar
  - Bagabag
  - Manam

- East Sepik provincie (5)
  - Schouten Islands